# Bill Ham
Bill Ham (né le 4 février 1937 et mort le 20 juin 2016) est un producteur de musique américain. Il a collaboré avec le groupe de hard-rock texan ZZ Top jusqu'à la fin de sa vie.